# Красная площадь (Ярославль)
Кра́сная пло́щадь (бывшая Семёновская площадь) — площадь в историческом центре города Ярославля. Образована при перестройке города по регулярному плану 1778 года.

## История
В XVII—XVIII веках на месте будущей площади находилась Семёновская проездная башня Земляного города с мостом через ров. От ворот башни веером расходились улицы — Стрелецкая, Журавлёва (с неё начиналась Романовская дорога), Калашная, Голубятная и Благовещенская. Поблизости от башни, на небольшой открытом пространстве в окружении плотной деревянной застройки стояли храмы Семёновского прихода — Симеона Столпника (построен в 1723 г.) и Введения Пресвятой Богородицы (построен в 1738 г.).

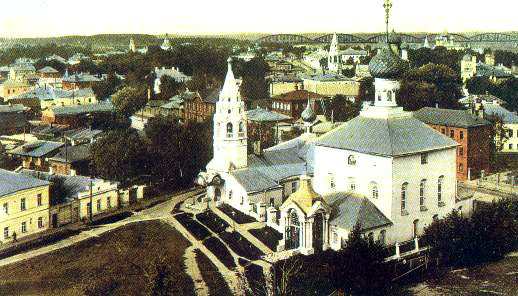
Храмы Семёновского прихода в нач. XX в.

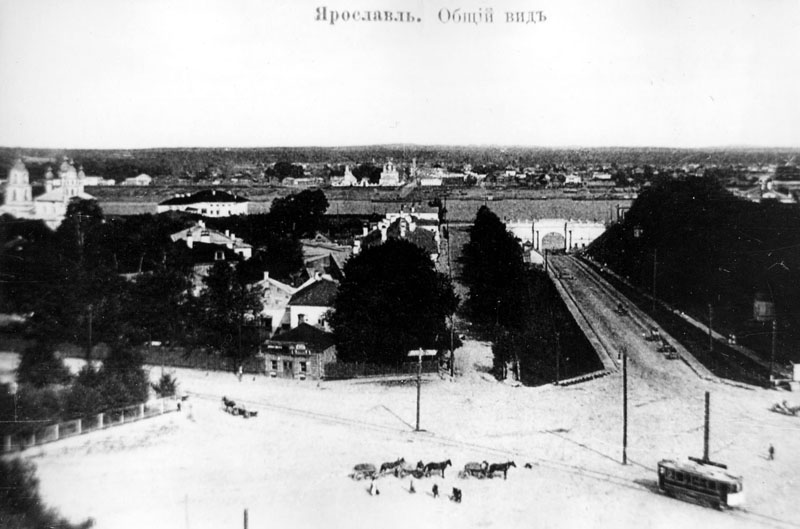
Площадь в начале XX века

При перестройке города по регулярному плану 1778 года большой участок земли от башни до церквей был освобождён от застройки и сформирована новая площадь, по размерам значительно превосходившая современную. Площадь получила название Семёновская по располагавшейся на ней церкви. Теперь от неё лучами расходились улицы Стрелецкая, Романовская, Дворянская, Ильинская, Петропавловская, Благовещенская и Семёновский съезд к Волге.
К началу XIX века площадь была обстроена одно-двухэтажными зданиями. В 1820 году размеры площади сократились в связи с возведением на ней пожарного депо. Над зданием депо стала возвышаться «высочайшая каланча для обозрения всего города Ярославля».
В 1821 году срыли городские стены, засыпали рвы, на их месте разбили бульвары — Казанский и Волжский. На следующий год разобрали и Семёновскую башню. В 1823 году на месте башни построили ворота, однако уже в 1829 году их за ненадобностью разобрали на кирпич. Место, где располагалась башня, стало частью площади, на которую теперь выходили Казанская и Пробойная улицы.

Площадь в 1964 году

В 1901 году площадь ещё уменьшилась в связи с возведением на ней здания для Ярославской мужской гимназии.
В 1911 году было построено новое здание пожарного депо, существующее поныне.
В 1918 году, захватив власть в городе, большевики стали массово переименовывать ярославские улицы. Выходившие на Семёновскую площадь улицы переименовали: Стрелецкую в Красную, Ильинскую и Пробойную в Советскую, Дворянскую в Гражданскую, Казанский бульвар в Первомайский. В 1924 году со второй волной переименований они переименовали Семёновскую площадь в Красную, Семёновский съезд в Красный, Казанскую улицу в Первомайскую, Романовскую в Некрасова, Благовещенскую в Школьную. Единственная из выходивших на площадь улиц, непереименованная в то время, Голубятная, была позже переименована в улицу Терешковой. Таким образом были стёрты все исторические топонимы, связанные с площадью.

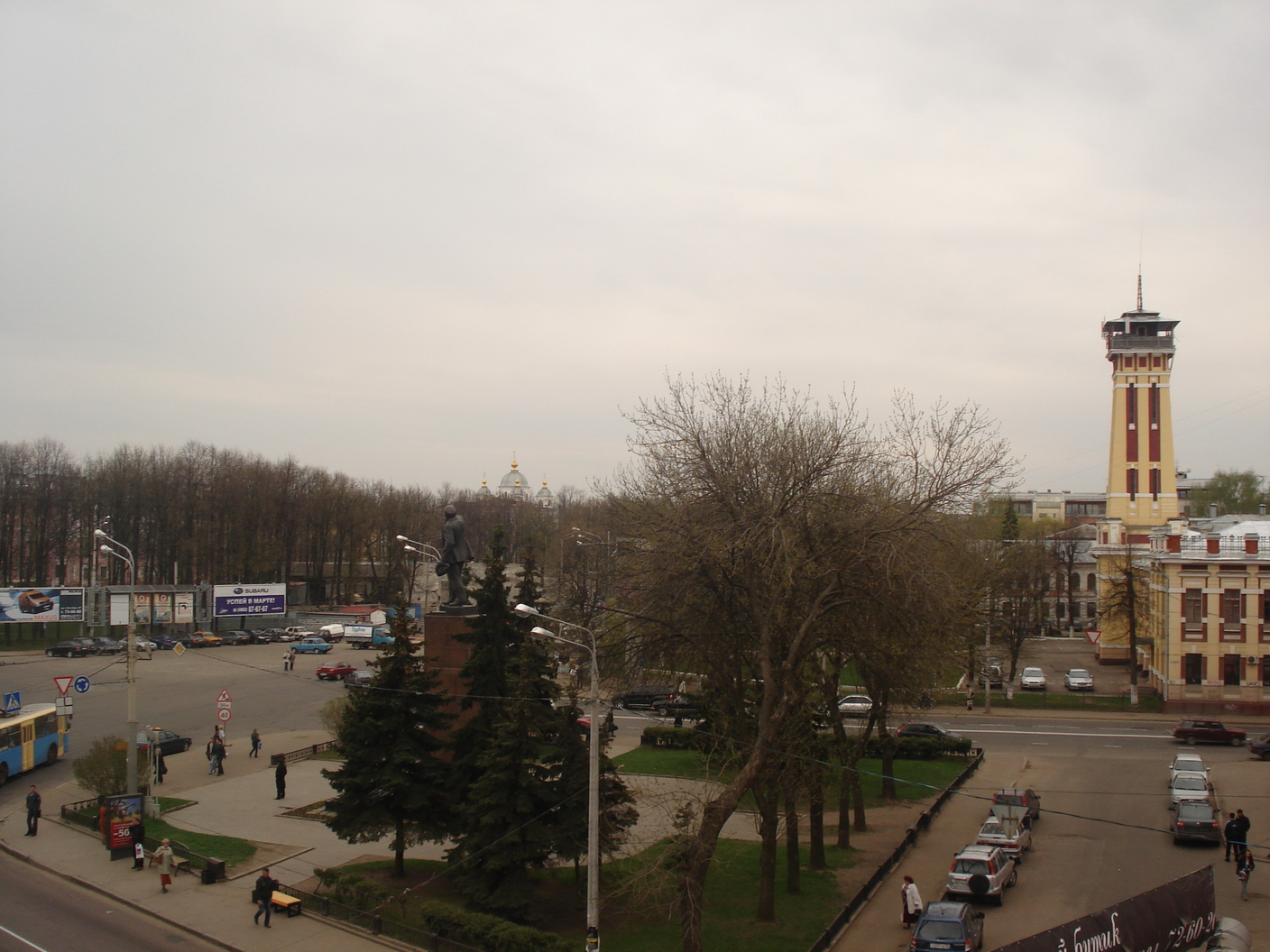
Сквер на площади в 2009 году

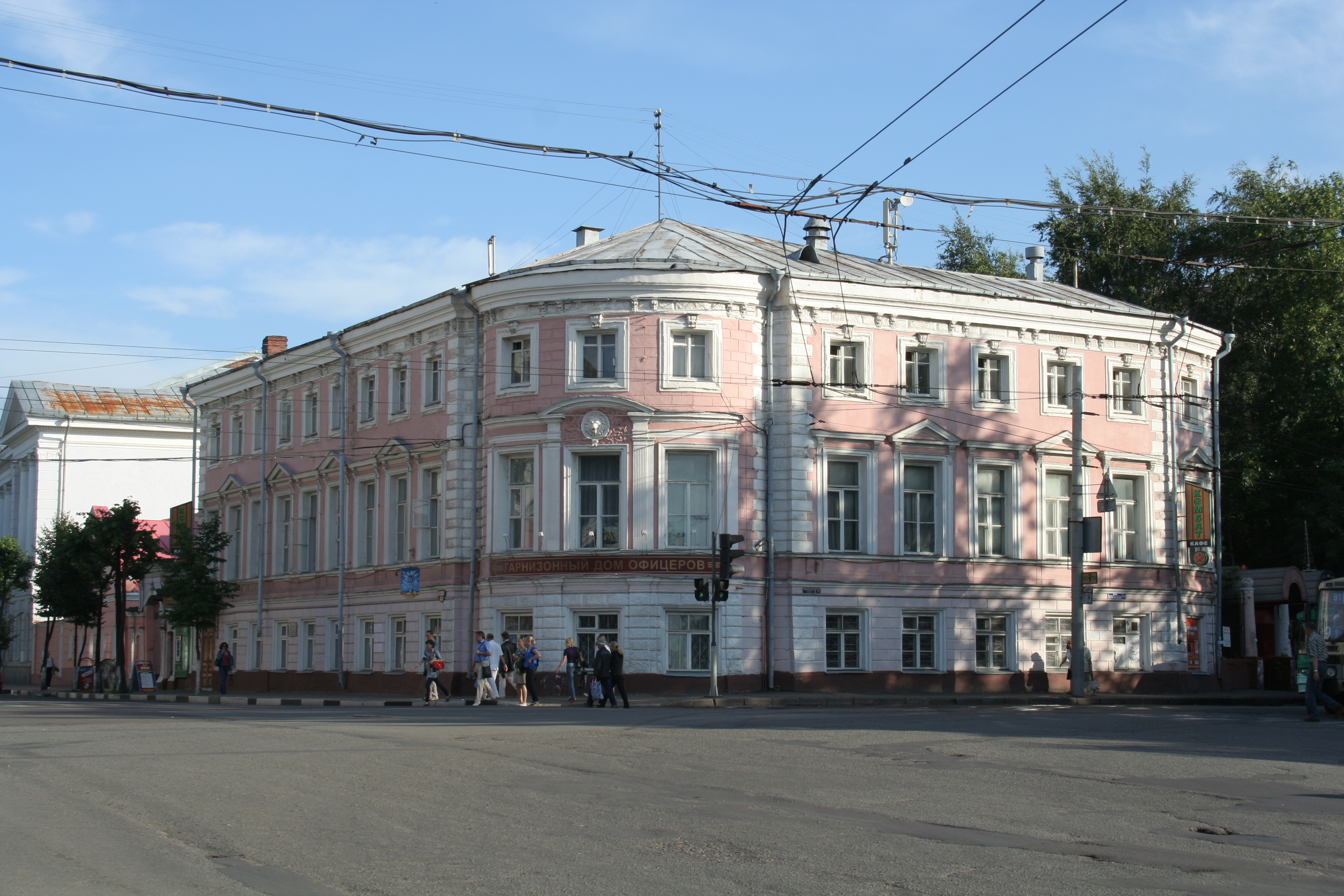
Бывшее здание Дворянского собрания

В 1933 году советские власти снесли древние храмы Семёновского прихода. В 1936 году на их месте было сооружено «здание с аркой». В 1939 году перед домом с аркой был установлен один из памятников В. И. Ленину.

## Здания и сооружения
- Памятник В. И. Ленину.
- № 8 — Единая служба спасения; здание пожарного депо, построенное в 1911 году по проекту архитектора Г. В. Саренко[2].

На других улицах:
- Советская улица, 14 — Бывшее здание Ярославской мужской гимназии, построенное в 1900 году по проекту архитектора Александра Никифорова. Ныне — I корпус ЯрГУ им. П. Г. Демидова[3].
- Советская улица, 19 — Дом, построенный в конце XVIII века помещиком Шубиным, первоначально был двухэтажным. В 1812 году здесь помещался штаб «Ярославской военной силы» (народное ополчение для борьбы с французскими захватчиками)[4].
- Советская улица, 21 — «Дом с аркой», построенный в 1936 году по проекту архитекторов М. П. Парусникова и И. Н. Соболева на месте разрушенных храмов Семёновского прихода.

## Транспорт
Через Красную площадь проходят транспортные потоки, связывающие центр города с Брагино и Заволжским районом.
- А: 2, 5, 21, 19к, 26, 33, 42, 43, 44
- М/т: 36, 37, 46, 47, 51, 61, 71, 73, 80, 84, 87, 91, 94, 96, 97, 98, 99
- Тб: 1, 4, 8, 9

## Смежные улицы
- Советская улица
- Первомайская улица
- Улица Ушинского
- Проспект Октября
- Улица Терешковой
- Красный съезд